# Bedina Varoš
Bedina Varoš (cyr. Бедина Варош) – wieś w Serbii, w okręgu morawickim, w gminie Ivanjica. W 2011 roku liczyła 1680 mieszkańców.